# T. C. Boyle
Pour les articles homonymes, voir Boyle.
 (août 2013).
Si vous disposez d'ouvrages ou d'articles de référence ou si vous connaissez des sites web de qualité traitant du thème abordé ici, merci de compléter l'article en donnant les références utiles à sa vérifiabilité et en les liant à la section « Notes et références ».
T. C. Boyle (Tom Coraghessan Boyle, nom de plume de Thomas John Boyle) est un écrivain et romancier américain né le 2 décembre 1948 à Peekskill, dans l'État de New York.

## Biographie
Il grandit dans sa ville natale. À l'âge de 17 ans, il modifie son second prénom de John en Coraghessan, inspiré en cela par ses origines irlandaises.
Il fait des études supérieures à l'université d'État de New York, campus de Potsdam, où il obtient en 1968 un baccalauréat en anglais et en histoire. Spécialiste de Dickens, il s'inscrit ensuite aux ateliers d'écriture de l'université de l'Iowa (Iowa Writers' Workshop) et y décroche une maîtrise en 1974. Il poursuit ses études jusqu'à l'obtention, en 1977, d'un doctorat en littérature anglaise de l'université de l'Iowa.
Admirateur de Gabriel García Márquez, mais aussi de Flannery O'Connor et de Robert Coover, il se lance dans l'écriture dès le milieu des années 1970 par la publication de nouvelles dans de prestigieux magazines, notamment Esquire, The New Yorker et Harper's Magazine.
Son œuvre reflète sa diversité d'inspiration avec, par exemple, Water Music (1981), un roman picaresque, un autre partiellement autobiographique, Au bout du monde (World's End, 1987), qui évoque sa région d'origine et son enfance de manière très romancée, en passant par la fiction plus débridée avec La Belle Affaire (Budding Prospects, 1984), un récit humoristique tiré d'un fait réel.
Sa veine écologiste est fortement marquée dans plusieurs de ses romans, dont Un ami de la Terre (A Friend of the Earth, 2000) ou "Blue Skies" paru en 2023.
Son onzième roman, Talk, Talk, publié en juillet 2006, traite le thème, nouveau pour l'auteur, de l'usurpation d'identité.
Sa production abondante, une quinzaine de romans et une dizaine de recueils de nouvelles (totalisant près de deux cent nouvelles), parus entre 1975 et fin 2017, est due à la fois à la forte discipline d'un auteur sachant se couper du monde pour écrire avec régularité à heures fixes (soit à domicile, soit dans sa résidence secondaire nichée dans les hauteurs de la forêt californienne) et à la conviction d'écrire une œuvre originale qui se révélera peut-être salutaire, car susceptible de favoriser une prise de conscience chez ses lecteurs.
Les États-Unis et la société américaine de la fin ou des débuts des XIXe et XXe siècles sont évoqués dans quelques romans historiques : Aux bons soins du docteur Kellogg (The Road to Wellville, 1993) sur le fondateur des petits-déjeuners céréaliers, le Dr Kellogg ou Riven Rock (1998) sur balbutiements de la psychiatrie. En revanche, dans plusieurs textes, les sujets sont de grands problèmes de la société américaine contemporaine, comme dans América (The Tortilla Curtain, 1995) qui traite de l'immigration illégale.
Boyle tient à conserver son poste d'enseignant à l'université de Californie du Sud (USC) même si ses droits d'auteur lui ont permis d'acquérir, sur les hauteurs de Santa Barbara, une vaste demeure historique due au célèbre architecte Frank Lloyd Wright. Il est publié par Viking Press, Penguin Books, Granta Books, Bloomsbury Publishing en langue anglaise, et en France, par les Éditions Grasset & Fasquelle.
En 2014, T. C. Boyle reçoit pour l'ensemble de son œuvre le Robert Kirsch Award, prix honorifique associé au Los Angeles Times Book Prize.

## Pseudonymes, noms de plume, etc.
T. Coraghessan Boyle a été longtemps le pseudonyme le plus usuel de Thomas John Boyle, alias T. C. Boyle, auteur nord-américain. Tom est le prénom usuel de Thomas J. Boyle, lequel a utilisé très tôt le « middle name » Coraghessan, qui lui avait été inspiré par ses ascendances irlandaises. La plupart de ses éditeurs (Viking, Bloomsbury, Granta Books, Penguin, Grasset, Phébus…), qui utilisaient couramment les deux initiales sur la tranche des éditions originales dès la publication de Water Music, ont progressivement cessé, pour la plupart, de mentionner ce pseudonyme en le composant au long (non abrégé) sur les couvertures ou jaquettes des romans et recueils de nouvelles de Tom Coraghessan Boyle.
- L'édition originale de Water Music[2] mentionnait T. C. Boyle sur la tranche de la jaquette et T. Coraghessan Boyle tant sur la tranche de l'ouvrage que sur la face de la jaquette.
- L'édition de Granta reprenait l'appellation au long sur la couverture.
- La traduction française[3] de Water Music ne mentionnait le « prénom » Coraghessan (ce pseudonyme a été créé par Thomas Boyle à l'occasion de la publication de ses premières nouvelles rassemblées dans le recueil Descent of Man paru en 1979) qu'en quatrième de couverture.
- Ce dernier usage allait progressivement prévaloir tant pour Viking que pour Bloomsbury, éditeur qui, jusqu'à la publication de A Friend of the Earth, conservait la mention « Coraghessan » en couverture.
- Les deux premières éditions en langue allemande de Water Music[4] conservaient la mention mais la troisième, chez Ro-Ro-Ro, l'a abandonnée au profit d'un C. médian.
- Música Acuática[5] a marqué, pour les traductions hispanophones, la disparition de la mention non abrégée.

En dépit de l'amicale pression de nombre de ses amis, membres de son Raconteurs Club, de l'un de ses traducteurs français, Jef Tombeur, et de très nombreux lecteurs (s'exprimant sur le forum de son site et en d'autres lieux virtuels ou réels), Tom Coraghessan Boyle s'est (jusqu'à présent) refusé à exiger que ses éditeurs mentionnent son pseudonyme en son entièreté. La Save Coraghessan International Campaign n'a pu, à ce jour, ni le faire fléchir, ni influencer ses éditeurs.

## Œuvre

### Romans
- Water Music, Phébus, coll. « Domaine romanesque », 1988 ((en) Water Music, 1981), trad. Robert Pépin  (ISBN 2-85940-109-1)Réédition, Presses Pocket no 3365, 1990  (ISBN 2-266-03059-0) ; réédition, Phébus, coll. « Libretto » no 8, 2012 (ISBN 978-2-7529-0893-3)
- La Belle Affaire, Phébus, coll. « D'aujourd'hui. Étranger », 1991 ((en) Budding Prospects, 1984), trad. Gérard Piloquet  (ISBN 2-85940-208-X)Réédition, Seuil, coll. « Points. Romans » no 605, 1993 (ISBN 2-02-014624-X) ; réédition, Phébus, coll. « Libretto » no 97, 2014 (ISBN 978-2-36914-163-1)
- Au bout du monde, Grasset, 1991 ((en) World's End, 1987), trad. Jef Tombeur  (ISBN 2-246-40211-5)Réédition, LGF, coll. « Le Livre de poche » no 13545, 1994 (ISBN 2-253-13545-3) - PEN/Faulkner Award for Fiction
- L'Orient, c'est l'Orient, Grasset, 1993 ((en) East is East, 1990), trad. Robert Pépin  (ISBN 2-246-44261-3)Réédition, LGF, coll. « Le Livre de poche » no 13970, 1996 (ISBN 2-253-13970-X)
- Aux bons soins du docteur Kellogg, Grasset, 1994 ((en) The Road to Wellville, 1993), trad. Robert Pépin  (ISBN 2-246-47771-9)
- América, Grasset, 1997 ((en) The Tortilla Curtain, 1995), trad. Robert Pépin  (ISBN 2-246-51751-6)Réédition, LGF, coll. « Le Livre de poche » no 14659, 1999 (ISBN 2-253-14659-5) - Prix Médicis étranger
- Riven Rock, Grasset, 1999 ((en) Riven Rock, 1998), trad. Robert Pépin  (ISBN 2-246-56221-X)Réédition, LGF, coll. « Le Livre de poche » no 15184, 2001 (ISBN 2-253-15184-X)
- Un ami de la Terre, Grasset, 2001 ((en) A Friend of the Earth, 2000), trad. Robert Pépin  (ISBN 2-246-60001-4)Réédition, LGF, coll. « Le Livre de poche » no 15429, 2003 (ISBN 2-253-15429-6)
- D'amour et d'eau fraîche, Grasset, 2003 ((en) Drop City, 2003), trad. Bernard Turle  (ISBN 2-246-64571-9)Réédition, LGF, coll. « Le Livre de poche » no 30423, 2005 (ISBN 2-253-10909-6)
- Le Cercle des initiés, Grasset, 2005 ((en) The Inner Circle, 2004), trad. Bernard Turle  (ISBN 2-246-67071-3)Réédition, LGF, coll. « Le Livre de poche » no 30790, 2007 (ISBN 978-2-253-11811-4)
- Talk Talk, Grasset, 2007 ((en) Talk Talk, 2006), trad. Bernard Turle  (ISBN 978-2-246-70271-9)Réédition, LGF, coll. « Le Livre de poche » no 31528, 2009 (ISBN 978-2-253-12476-4)
- Les Femmes, Grasset, 2010 ((en) The Women, 2009), trad. Bernard Turle  (ISBN 978-2-246-74561-7)Réédition, LGF, coll. « Le Livre de poche » no 32071, 2011 (ISBN 978-2-253-15765-6)
- Après le carnage, Grasset, 2013 ((en) When the Killing's Done, 2011), trad. Bernard Turle  (ISBN 978-2-246-78582-8)Réédition, LGF, coll. « Le Livre de poche » no 33726, 2015 (ISBN 978-2-253-17936-8)
- San Miguel, Grasset, 2014 ((en) San Miguel, 2012), trad. Bernard Turle  (ISBN 978-2-246-80277-8)Réédition, LGF, coll. « Le Livre de poche » no 34068, 2016 (ISBN 978-2-253-18281-8)
- Les Vrais Durs, Grasset, 2016 ((en) The Harder They Come, 2015), trad. Bernard Turle  (ISBN 978-2-246-85519-4)Réédition, LGF, coll. « Le Livre de poche » no 34692, 2017 (ISBN 978-2-253-07016-0)
- Les Terranautes, Grasset, 2018 ((en) The Terranauts, 2016), trad. Bernard Turle  (ISBN 978-2-246-86314-4)Réédition, LGF, coll. « Le Livre de poche » no 36255, 2021 (ISBN 978-2-253-23772-3)
- Voir la lumière, Grasset, coll. « En lettres d’ancre », 2020 ((en) Outside Looking In, 2019), trad. Bernard Turle  (ISBN 978-2-246-82035-2)
- Parle-moi, Grasset, coll. « En lettres d’ancre », 2023 ((en) Talk to Me, 2021), trad. Bernard Turle  (ISBN 978-2-246-82700-9)
- (en) Blue Skies, 2023

### Recueils de nouvelles
- (en) Descent of Man, 1979
- (en) Greasy Lake and Other Stories, 1985
- Si le fleuve était whisky, Grasset, 1992 ((en) If the River Was Whiskey, 1989), trad. Robert Pépin  (ISBN 2-246-42351-1)Réédition, LGF, coll. « Le Livre de poche » no 13845, 1995 (ISBN 2-253-13845-2)
- Histoires sans héros, Grasset, 1996 ((en) Without a Hero, 1994), trad. Robert Pépin  (ISBN 2-246-49681-0)Publié en français en trois volumes
- (en) T.C. Boyle Stories, 1998Volume omnibus regroupant les quatre recueils déjà parus : Descent of Man, Greasy Lake, If the River Was Whiskey, Without a Hero (1994)
- (en) After the Plague, 1998
- Histoires cruelles, Grasset, 2008 ((en) Tooth and Claw, 2005), trad. André Zavriew  (ISBN 978-2-246-69911-8)Réédition, LGF, coll. « Le Livre de poche » no 32782, 2012 (ISBN 978-2-253-12924-0)
- (en) The Human Fly, 2005Nouvelles destinées à de jeunes lecteurs
- (en) Wild Child & Other Stories, 2010Publié en français en deux volumes
  1. L'Enfant sauvage, Grasset, 2011, trad. Pierre Demarty  (ISBN 978-2-246-76441-0)Réédition, LGF, coll. « Le Livre de poche » no 32813, 2012 (ISBN 978-2-253-16306-0)
  2. Histoires sans issue, Grasset, trad. Bernard Turle  (ISBN 978-2-246-76451-9)Réédition, LGF, coll. « Le Livre de poche » no 33158, 2013 (ISBN 978-2-253-17354-0)
- Une mort à Kitchawank, Grasset, 2015 ((en) T.C. Boyle Stories II, 2013), trad. Simone Arous  (ISBN 978-2-246-85171-4)Volume omnibus regroupant trois recueils de nouvelles déjà parus (After the Plague, Tooth and Claw, Wild Child & Other Stories) et quatorze nouvelles inédites
- (en) The Relive Box and Other Stories, 2017

### Anthologies françaises
Anthologies publiées en France à partir d'un choix opéré dans divers recueils de nouvelles originaux ou nouvelles parues dans la presse américaine :
- 25 histoires d'amour, Grasset, 2000, trad. Robert Pépin et Jef Tombeur  (ISBN 2-246-40221-2)Réédition, LGF, coll. « Le Livre de poche » no 15339, 2002  (ISBN 2-253-15339-7)
- 25 histoires de mort, Grasset, 2002, trad. Bernard Leprêtre et Robert Pépin, Grasset  (ISBN 2-246-59161-9)Réédition, LGF, coll. « Le Livre de poche » no 30087, 2004  (ISBN 2-253-07292-3)
- 25 histoires bizarres, Grasset, 2006, trad. Robert Pépin, Jef Tombeur et André Zavriew  (ISBN 2-246-59171-6)Réédition, LGF, coll. « Le Livre de poche » no 31121, 2008  (ISBN 978-2-253-12016-2)

### Nouvelles
Liste non exhaustive
- (en) Heart of a Champion, 1975
- (en) The Women’s Restaurant, 1977
- (en) Green Hell, 1977
- (en) We Are Norsemen, 1977
- (en) The Big Garage, 1977
- (en) On for the Long Haul, 1985
- (en) Bloodfall, 1985
- (en) Sorry Fugu, 1987
- (en) Hard Sell, 1987
- (en) Modern Love, 1988
- (en) Urban Renewal, 1988
- (en) Zapatas, by Filéncio Salmón, 1988
- (en) Peace of Mind, 1989
- (en) King Bee, 1989
- (en) The Human Fly, 1989
- (en) Carnal Knowledge, 1990
- (en) Hopes Rise, 1991
- (en) Top of the Food Chain, 1993
- (en) 56-0, 1993
- (en) Respect, 1994
- (en) Beat, 1994
- (en) Termination Dust, 1996
- (en) Charlie Ossining Goes Downtown, Thanks to Alan Parker, 1999
- (en) After the Plague, 1999Également titré Bang
- (en) The Black and White Sisters, 2000
- (en) Peephall, 2000
- (en) Here Comes, 2002
- (en) Jubilation, 2003
- (en) Rastrow’s Island, 2004
- (en) Up Against the Wall, 2004
- (en) Almost Shooting an Elephant, 2004
- (en) The Swift Passage of the Animals, 2005
- (en) A Christmas Story: Three Quarters of the Way to Hell, 2005
- (en) Question 62, 2006
- (en) The Unlucky Mother of Aquiles Maldonado, 2006
- (en) Balto, 2006
- (en) Sin Dolor, 2007
- (en) Admiral, 2007
- (en) My Pain Is Worse Than Your Pain, 2010
- (en) What Separates Us from the Animals, 2010
- (en) The Silence, 2010
- (en) Good Home, 2011
- (en) The Extinction Tales, 2012
- (en) The Way You Look Tonight, 2012
- (en) The Marlbane Manchester Musser Award, 2013
- (en) Sic Transit, 2013
- (en) The Relive Box, 2014
- (en) Theft and Other Issues, 2015
- (en) No Slant to the Sun, 2015

## Adaptations

### Au cinéma
- 1994 : Aux bons soins du docteur Kellogg (The Road to Wellville), film américain réalisé par Alan Parker, adaptation du roman éponyme, avec Anthony Hopkins, Matthew Broderick et Bridget Fonda
- 2011 : The Lie (en), film américain écrit, interprété et réalisé par Joshua Leonard, adaptation de la nouvelle éponyme, avec Jess Weixler et Mark Webber

#### À la télévision
- 2017 : Budding Prospects, téléfilm américain réalisé par Terry Zwigoff, adaptation du roman éponyme, avec Will Sasso, Natalie Morales et Joel Moore